# Troepialen
Troepialen (Icteridae) zijn een familie van de zangvogels die meer dan 100 soorten telt.
Het zijn vogels van het Amerikaanse continent. Zij omvatten onder meer de koevogels (geslacht Molothrus) en diverse andere geslachten die de naam troepiaal of spreeuw dragen. De bobolink (Dolichonyx oryzivorus) wordt ook wel tot zijn eigen onderfamilie, de Dolichonychinae, gerekend.

## Kenmerken
De eigenlijke troepialen zijn meest slanke vogels met een lange staart ter grootte van een ekster, hoewel zij daar niet nauw aan verwant zijn. Zij hebben vaak (maar niet altijd) een glanzend zwart verenpak, maar kunnen ook opvallen door hun bonte kleuren. Ze hebben bijna allemaal een kegelvormige, spitse snavel, op enkele uitzonderingen na. Soorten in sommige geslachten, zoals de epauletspreeuw, worden ook als spreeuw aangeduid. Deze soorten zijn echter helemaal niet verwant aan de spreeuwen maar staan dichter bij de gorzen. De lichaamslengte varieert van 15 tot 53 cm.
Koevogels zijn vogels ter grootte van een merel. Het zijn broedparasieten, zoals de Europese koekoek. De bruine koevogel hoort niet (meer) tot het geslacht Molothrus en is ook geen broedparasiet.

## Verspreiding
Deze vogels komen uitsluitend voor in Noord- en Zuid-Amerika en het Caribische gebied, vaak in de buurt van menselijke nederzettingen, waar sommige profiteren van de landbouw. Soms brengen ze daarbij schade toe aan gewassen. 
De meeste soorten zijn standvogels, een enkele is trekvogel.

## Taxonomie
Er zijn 30 geslachten (op volgorde van de IOC World Bird List:)
- Xanthocephalus (1 soort:geelkoptroepiaal)
- Dolichonyx (1 soort: bobolink)
- Sturnella (3 soorten weidespreeuwen)
- Leistes (5 soorten weide-/soldatenspreeuwen)
- Amblycercus (1 soort: geelsnaveltroepiaal)
- Cassiculus (1 soort: geelvleugelbuidelspreeuw)
- Psarocolius (9 soorten oropendola's)
- Cacicus (12 soorten buidelspreeuwen)
- Icterus (ruim 30 soorten "echte" troepialen)
- Nesopsar (1 soort: Jamaicaanse troepiaal)
- Agelaius (5 soorten troepialen)
- Molothrus (6 soorten koevogels)
- Dives (2 soorten troepialen)
- Ptiloxena (1 soort: cubatroepiaal)
- Euphagus (2 soorten troepialen)
- Quiscalus (7 soorten troepialen)
- Hypopyrrhus (1 soort: roodbuiktroepiaal)
- Lampropsar (1 soort: pluchekoptroepiaal)
- Gymnomystax (1 soort: wielewaaltroepiaal)
- Macroagelaius (2 soorten troepialen)
- Curaeus (1 soort: stekelkoptroepiaal)
- Amblyramphus (1 soort: geelsnaveltroepiaal)
- Anumara (1 soort: Forbes' troepiaal)
- Gnorimopsar (1 soort: chopitroepiaal)
- Oreopsar (1 soort: andestroepiaal)
- Agelaioides (2 soorten koevogels)
- Agelasticus (3 soorten troepialen)
- Chrysomus (2 soorten troepialen)
- Xanthopsar (1 soort: saffraantroepiaal)
- Pseudoleistes (2 soorten troepialen)

Acanthisittidae (Rotswinterkoningen) · Acanthizidae (Australische zangers) · Acrocephalidae (Rietzangers) · Aegithalidae (Staartmezen) · Aegithinidae (Iora's) · Alaudidae (Leeuweriken) · Alcippeidae (Alcippes) · Artamidae (Spitsvogels) ·  Atrichornithidae (Doornkruipers) · Bernieridae (Madagaskarzangers) · Bombycillidae (Pestvogels) · Buphagidae (Ossenpikkers) · Calcariidae (IJsgorzen) · Callaeidae (Nieuw-Zeelandse lelvogels) · Calyptomenidae (Afrikaanse breedbekken) · Calyptophilidae (Tapuittangaren) · Campephagidae (Rupsvogels) · Cardinalidae (Kardinaalachtigen) · Certhiidae (Echte boomkruipers) · Cettiidae (Struikzangers) · Chaetopidae (Rotsspringers) · Chloropseidae (Bladvogels) · Cinclidae (Waterspreeuwen) · Cinclosomatidae (Kwartellijsters) · Cisticolidae (Graszangers) · Climacteridae (Australische kruipers) · Cnemophilidae (Satijnvogels) · Conopophagidae (Muggeneters) · Corcoracidae (Slijknestkraaien) · Corvidae (Kraaien) · Cotingidae (Cotinga's) · Dasyornithidae (Borstelvogels) · Dicaeidae (Bastaardhoningvogels) · Dicruridae (Drongo's) · Donacobiidae (Zwartkopdonacobius) · Dulidae (Palmtapuiten) · Elachuridae (Elachura) · Emberizidae (Gorzen) · Erythrocercidae (Elfmonarchen) · Estrildidae (Prachtvinken) · Eulacestomatidae (Leldikkop) · Eupetidae (Ralbabbelaars) · Eurylaimidae (Breedbekken en hapvogels) · Falcunculidae (Harlekijndikkoppen) · Formicariidae (Mierlijsters) · Fringillidae (Vinkachtigen) · Furnariidae (Ovenvogels) · Grallariidae (Mierpitta's) · Hirundinidae (Zwaluwen) · Hyliidae (Hylia's) · Hyliotidae (Hyliota's) · Hylocitreidae (Bessendikkop) · Hypocoliidae (Zijdestaarten) · Icteridae (Troepialen) · Icteriidae (Geelborstzanger) · Ifritidae (Ifrita) · Irenidae (Irena's) · Laniidae (Klauwieren) · Leiothrichidae (Babbelaars) · Locustellidae (Sprinkhaanzangers) · Machaerirhynchidae (Bootsnavels) · Macrosphenidae (Afrikaanse zangers) · Malaconotidae (Bosklauwieren) · Maluridae (Elfjes)    · Melampittidae (Paradijspitta's) · Melanocharitidae (Bessenpikkers) · Melanopareiidae (Maansluipers) · Meliphagidae (Honingeters) · Menuridae (Liervogels) · Mimidae (Spotlijsters) · Mitrospingidae (Mitrospingustangaren) · Modulatricidae (Vlekkeellijsters) · Mohoidae (O'o's) · Mohouidae (Mohoua's) · Monarchidae (Monarchen) · Motacillidae (Kwikstaarten en piepers) · Muscicapidae (Vliegenvangers) · Nectariniidae (Honingzuigers) · Neosittidae (Boomlopers) · Nesospingidae (Puertoricaanse tangare) ·  Nicatoridae (Nicators) · Notiomystidae (Hihi) · Oreoicidae (Oreoica's) · Oriolidae (Wielewalen en vijgvogels) · Orthonychidae (Stronklopers) · Pachycephalidae (Dikkoppen en fluiters) · Panuridae (Baardmannetje) · Paradisaeidae (Paradijsvogels) · Paradoxornithidae (Diksnavelmezen) · Paramythiidae (Prachtbessenpikkers) · Pardalotidae (Diamantvogels) · Paridae (Mezen) · Parulidae (Amerikaanse zangers) · Passerellidae (Amerikaanse gorzen) · Passeridae (Mussen) · Pellorneidae (Grondtimalia's) · Petroicidae (Australische vliegenvangers) · Peucedramidae (Oranjekopzanger) · Phaenicophilidae (Hispaniolatangaren) · Philepittidae (Asities) · Phylloscopidae (Boszangers) · Picathartidae (Kaalkopkraaien) · Pipridae (Manakins) · Pittidae (Pitta's) · Pityriasidae (Borstelkop) · Platylophidae (Maleise kuifgaai) · Platysteiridae (Lelvliegenvangers) · Ploceidae (Wevers en verwanten) · Pnoepygidae (Pnoepyga's) · Polioptilidae (Muggenvangers) · Pomatostomidae (Australaziatische babbelaars) · Promeropidae (Afrikaanse suikervogels) · Prunellidae (Heggenmussen) · Psophodidae (Zwiepfluiters) · Ptiliogonatidae (Zijdevliegenvangers) · Ptilonorhynchidae (Prieelvogels) · Pycnonotidae (Buulbuuls) · Regulidae (Goudhaantjes) · Remizidae (Buidelmezen) · Rhagologidae (Geschubde dikkop) · Rhinocryptidae (Tapaculo's) · Rhipiduridae (Waaierstaarten) · Rhodinocichlidae (Troepiaaltangare) · Salpornithidae (Gevlekte boomkruipers) · Sapayoidae (Breedbekmanakin) · Scotocercidae (Maquiszanger) · Sittidae (Boomklevers) · Spindalidae (Spindalissen) · Stenostiridae (Elfvliegenvangers) · Sturnidae (Spreeuwen) · Sylviidae (Grasmussen) · Teretistridae (Cubaanse zangers) · Thamnophilidae (Miervogels) · Thraupidae (Tangaren) · Tichodromidae (Rotskruiper) · Timaliidae (Timalia's) · Tityridae (Tityra's) · Troglodytidae (Winterkoningen) · Turdidae (Lijsters) · Tyrannidae (Tirannen) · Urocynchramidae (Przewalski's roodmus) · Vangidae (Vanga's) · Viduidae (Wida's) · Vireonidae (Vireo's) · Zeledoniidae (Zeledonia) · Zosteropidae (Brilvogels)